# 조르다노 브루노

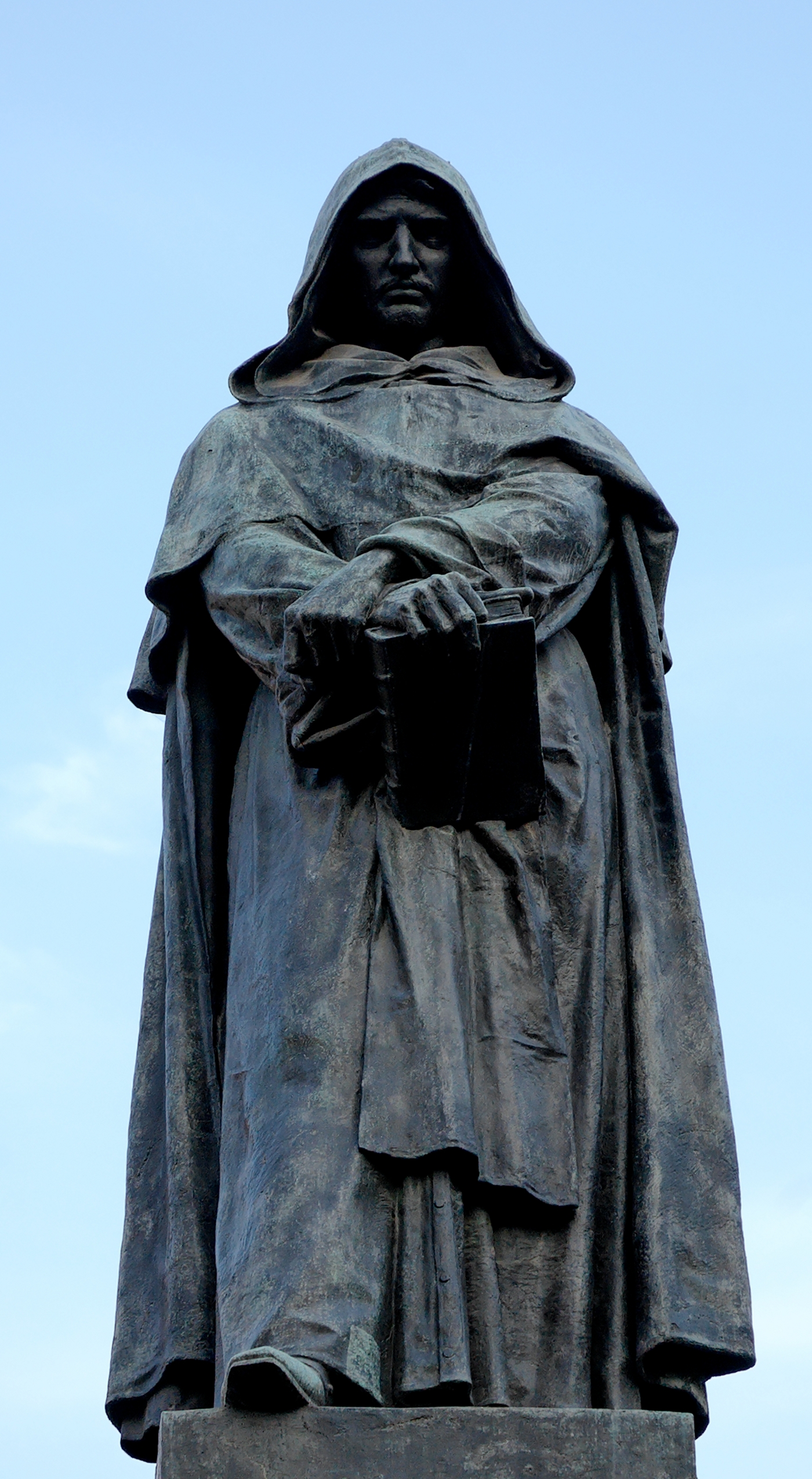
조르다노 브루노의 동상

조르다노 브루노(이탈리아어: Giordano Bruno, 1548년 ~ 1600년 2월 17일)는 이탈리아의 도미니코회 수사, 철학자, 수학자, 시인, 우주론자 그리고 헤르메스주의 신비주의자(연금술사)이다. 그는 죽음 앞에서도 스스로가 가진 우주론적 신념을 지키고 기존 기독교에 대한 비판을 행하다가 화형을 당한 지식의 순교자로 평가받고 있으며, 현재 그는 근대 합리론의 시원적 개념을 제공한 인물 중 하나로 인정되고 있다.

## 생애
브루노는 1548년 나폴리왕국의 놀라(Nola)라는 곳에서 직업 군인의 아들로 태어났다. 세례명은 필리포였다.1562년 나폴리로 가서 그리스·라틴의 고전문학, 논리학, 변증론(논증법)을 연구했다.
로마 가톨릭교회의 도미니코회의 수사로 활동했으나, 후에 개신교인 칼뱅파로 개종했다.(그러나 이후 기독교 자체에 대한 회의감을 가지게 되어 무신론적 범신론으로 기울게 된다) 가톨릭교회로부터 이단 판정을 받을 것을 우려하여 1576년에 나폴리를 떠나 여러 나라를 돌아다니며 자전설을 말하거나 학문을 가르쳤다. 라틴어·희랍어에 능통하였고 다방면에 박식하였다. 그는 신플라톤주의의 피치노나 피코 등의 영향을 받고 있어 마술이나 점성술에도 강한 관심을 가지고 있었다고 한다.
1591년 베네치아 공화국(현재의 이탈리아의 일부)에서 잡혀 8년 간의 감옥 생활을 했다. 그는 몇몇 사소한 신학적 오류를 시인했지만, 자신의 기본 교의의 신학적 성격보다는 오히려 철학적 성격을 강조함으로써 자신을 변호했다. 종교재판소의 재판관들은 브루노에게 자신의 이론을 무조건 철회할 것을 요구했다. 브루노는 그러나 자신의 견해가 신과 창조에 관한 그리스도교의 견해와 양립할 수 있음을 입증하기 위해 노력하며 자신은 철회할 것이 전혀 없다고 자신의 과학적 신념을 굽히지 않았다.
로마 교황청 이단 심문소로부터 이단의 혐의로 유죄를 선고받아 로마에서 공개적으로 화형에 처해졌다. 브루노는 1600년 2월 8일 사형 선고를 받을 때 "말뚝에 묶여 있는 나보다 나를 묶고 불을 붙이려 하고 있는 당신들(그를 사형하려는 로마 교황청측) 쪽이 더 공포에 떨고 있다"라는 내용의 발언으로 유명하다.

## 우주관
브루노의 발언이나 주장 가운데 가장 이단으로 여겨진 부분은 그의 세계관과 우주관이었다. 그의 우주관은 말하자면, "우주는 무한하게 퍼져 있고 태양은 그 중에 하나의 항성에 불과하며 밤하늘에 떠오르는 별들도 모두 태양과 같은 종류의 항성이다"라는 무한 우주론을 주장했다. 지금은 누구나 알고 있는 사실이지만 당시는 그렇게 생각하고 있다 할지라도 무한 우주론을 부정하는 로마 가톨릭교회 주도의 사회적 분위기 속에서 쉽게 주장할 수 없었다.
브루노의 무한 우주론은 지동설과 같지 않지만, 지동설의 기본 전제로 확대될 수 있다는 점에서 간접적인 관계가 있다.
브루노의 화형은 이탈리아에서 자유로운 문화 활동이 가능했던 르네상스 시대의 마지막을 상징하는 것이다.

## 재판과 처형
로마에서 그는 7년 동안 재판을 받으면서 감옥에 갇혔고, 마지막에는 노나 탑에 갇혔다. 그는 8년 동안 가혹한 심문을 당하며 산탄젤로 성에 갇혀 있었다. 그리고 예수회의 추기경인 로베르토 벨라르미노가 주재한 재판에서 사형을 선고받았다. 그래도 그는 끝까지 회개하지 않았다. 그는 벨라르미노 추기경에게 "나는 내 주장을 철회해야할 이유가 없고, 그러지도 않을 것이다. 나는 철회할 것이 아무것도 없다"라고 말했다. 마침내 사형 선고가 내릴 때, 그는 조금도 기가 꺾이지 않은 채 자신을 기소한 사람들에게 말했다. "내 형량이 선고되는 것을 듣는 당신들의 두려움이 나의 두려움보다 오히려 더 클 것이다" 선고가 내려진 직후 예수회 사제들은 브루노의 턱을 쇠로 된 재갈로 채우고, 쇠꼬챙이로 혀를 꿰뚫었으며, 또 다른 꼬챙이로 입 천장을 관통시켰다. 1600년 2월 19일 일요일. 브루노는 망토를 입은 '자비와 연민단'이라는 무리가 이끄는 수레에 실린 채 구경거리가 되어 로마 거리를 돌아다녔다. 예수회 사제들은 그를 발가벗긴 뒤 불태워 죽였다.
심리 과정의 일부 중요한 문서들은 현재 남아있지 않지만, 어떤 문서는 남아있으며, 그 중 하나는 1940년 발견된 요약집이다. 그가 지은 책과 그가 증언했던 데 대한 혐의를 받고 있었으며, 죄목에는 신성모독, 비윤리적 행동, 교리에 대한 이단적인 해석, 그리고 그의 철학과 우주론에 대한 이론들에 대한 것이었다. 루이지 피르포(Luigi Firpo)는 다음과 같은 목록을 전한다.
1. 기독교 믿음과 교리에 배치되는 의견.
2. 삼위일체를 부인함.
3. 그리스도의 신성과 인성을 부인함.
4. 그리스도에 대한 다른 의견.
5. 성체와 미사에 대한 다른 의견
6. 복수의 세상이 있으며, 그들의 영원성을 주장함.
7. 윤회와 인간 영혼이 짐승에게 들어간다고 믿음.
8. 마법을 연구하고 점을 침.
9. 마리아의 처녀성을 부인함.

브루노는 베네치아에서 변호에서 교회의 교리적 가르침을 인정하면서도 자신의 철학을 유지하는 방법을 썼다. 특히 브루노는 세상이 하나뿐이 아님을 믿었으나 로마 교황청으로부터 그 생각을 포기하라고 강요당했다.

## 브루노의 동상 건립
빅토르 위고, 헨리크 입센, 무정부주의자 바쿠닌 등의 지식인들은 1899년 사상의 자유를 위해 순교한 브루노를 기리며 그가 화형 당한 로마의 캄포데 피오레 광장에 동상을 건립했다. 이에 분개한 교황 레오 13세는 노구의 몸을 이끌고 항의의 금식기도를 했다.
브루노 동상의 기단에 새겨진 글귀는 다음과 같다.
A BRUNO – IL SECOLO DA LUI DIVINATO – QUI DOVE IL ROGO ARSE ("브루노에게 – 그가 예견한 시대로부터 – 불길이 타올랐던 여기 이 자리에서")

## 같이 보기
- 페르미 역설